# 横浜ブルーアベニュー
横浜ブルーアベニュー（よこはまブルーアベニュー）は、神奈川県横浜市西区みなとみらいにあるオフィスビル。

## 概要

### 完成までの経緯
みなとみらい地区の46街区におけるパシフィックホールディングス（旧パシフィックマネジメント）グループのオーク・デベロップメント（当時、後に長谷工コーポレーションの連結子会社となる）による開発で、当初は「ODビル（仮称）」と称していた。後にビルの名称を「パシフィックスクエア横浜みなとみらい」に改称して完成を待つばかりであったが、2009年3月にパシフィックホールディングスが会社更生法の適用を申請、これにより、同社が開発に参加するみなとみらい新港地区（4街区）のホテルは計画が白紙となった（詳細は「横浜みなとみらい21#中止となった開発計画」を参照）ものの、大部分が完成していた当ビルについては開発が継続された。
完成時期は当初予定していた2009年9月より少し遅くなったが同年12月には完成に至り、またビル名からは「パシフィック」の文字が外れて、現在の「横浜ブルーアベニュー」に変更となった。

### 当ビル所有者の変遷
2013年12月に長谷工コーポレーションの譲渡によりビーエイみなとみらい特定目的会社が当ビルの信託受益権を取得、さらに2017年2月にはシンガポールの不動産大手・キャピタランドが当ビルを取得する契約を締結している。また、2021年には同社が設立した特別目的会社（Orchid One合同会社）へ大成建設や芙蓉総合リース、京浜急行電鉄などが出資し、当ビルの一部（信託受益権）を取得している。

## 主なテナント

### オフィス
- ENEOSジェネレーションズ（本社/6F）
- ジャパン マリンユナイテッド（本社/4,7-8F）
- 三菱重工環境・化学エンジニアリング（本社・プラント及びO&M事業本部/11, 15-17F）
- テネシー州経済開発庁（日本事務所/12F）[17]

### 商業・店舗・郵便局・保育所（ビル内低層部）
- 中華彩園 みなとみらい店（中華料理/1F）
- フィットちゃんランドセルショールーム(ショールーム/1F)
- ゴルフパフォーマンス 横浜店（ゴルフレッスン/1F）
- みなとみらい四郵便局（郵便局/1F）
- うちゅう保育園 みなとみらい（保育所/1F）

### 撤退したテナント
- Gooz みなとみらい店〈スリーエフ系〉（コンビニ/1F） - 2015年2月オープン[18]、2017年7月閉店[19]
- ローソン ＭＭ横浜ブルーアベニュー店（コンビニ/1F）
- プリモ アモーレ〈Primo Amore〉（イタリアン/1F）
- NYC〈ニューヤードケータリング〉本店（チョップドサラダ専門店/1F）

## アクセス
鉄道
- 横浜高速鉄道みなとみらい線
  - 「新高島駅」（3番：大通り臨港口）より徒歩3分程
  - 「みなとみらい駅」（1番：グランモール口）より徒歩7分程
- 横浜市営地下鉄ブルーライン「高島町駅」（2番出口）より徒歩8分程
- 横浜駅東口から徒歩15分圏内

## その他

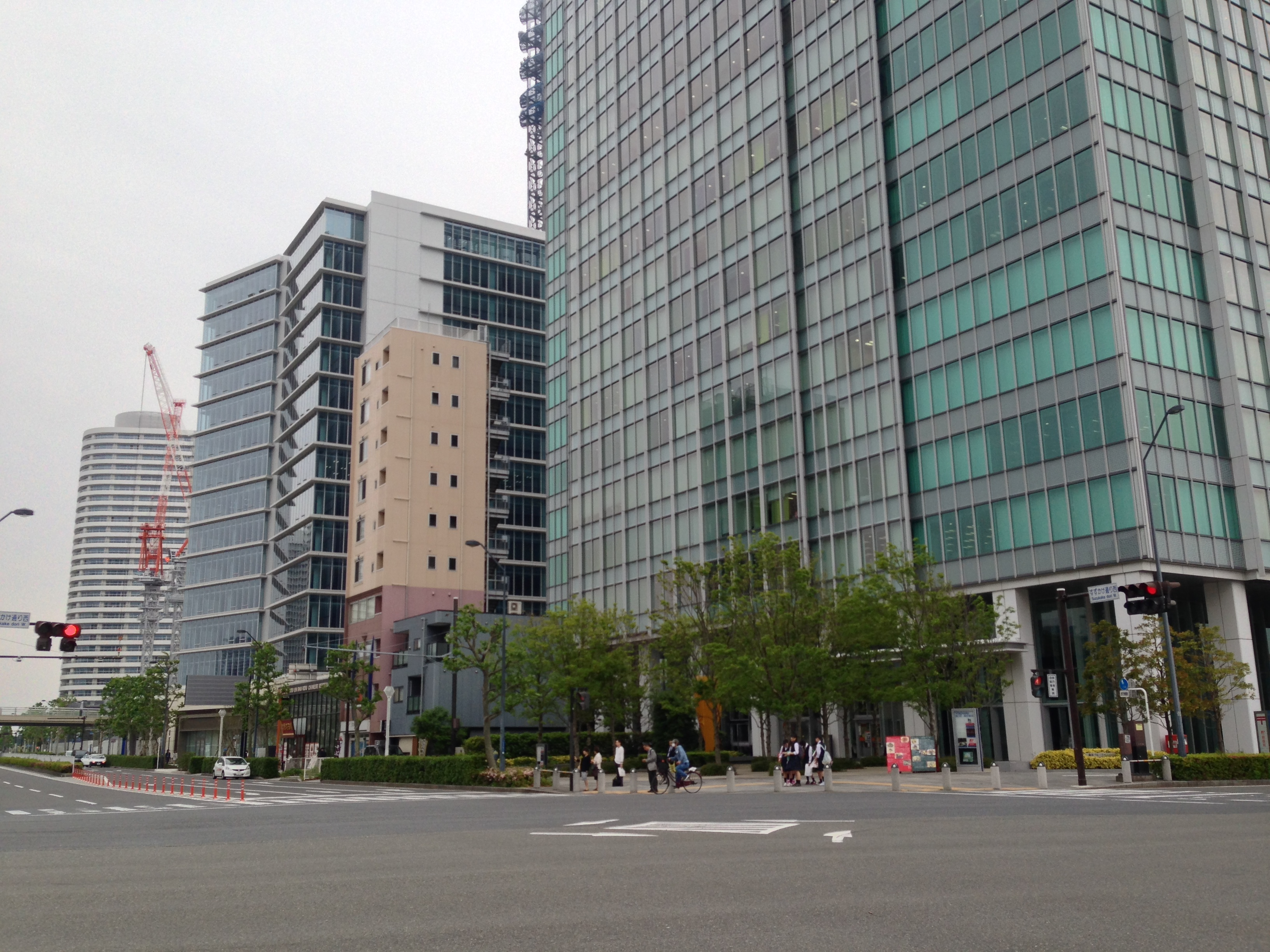
薄橙色のペンシルビルがMYMビル（2014年5月撮影）

みなとみらい地区の46街区は3区画に分かれており、当ビル（街区内の北西区画に位置する）の他にも東側の区画（ジャックモール跡地）にオフィスビル「横浜アイマークプレイス」（2014年3月竣工）、南西側の区画にオフィスビル「横浜野村ビル」（2017年1月竣工）がそれぞれ所在している。
また、当ビル北側のすずかけ通り沿いには蕎麦屋の「香露庵」や10階建て賃貸マンションの「MYMビル」があるが、これらの敷地はみなとみらい地区の造成以前から所有している地権者のもので、再開発計画および「みなとみらい21街づくり基本協定」の対象外となっている。なお、MYMビルと隣接する中華料理店「中国美食 親惠」（不動産会社の事務所跡地に2011年、「唐苑酒楼」としてオープン）は、みなとみらい地区の開発において暫定利用施設の扱いとなっている。